# 西経111度線
西経111度線（せいけい111どせん）は、本初子午線面から西へ111度の角度を成す経線である。北極点から北極海、北アメリカ、太平洋、南極海、南極大陸を通過して南極点までを結ぶ。
西経111度線は、東経69度線と共に大円を形成する。
アメリカ合衆国では、ワイオミング州の西の境界（アイダホ州・ユタ州と接する）が西経111度3分線となっており、西経111度線から約4キロメートル西の所を平行に走っている。これは、ワシントン経度による「西経34度線」である。

## 通過する地域一覧
西経111度線は、北極点から南極点まで南に向かって以下の場所を通っている。
| 地理座標                                               | 国土・領土・領海           | 備考 |
| ------------------------------------------------------ | -------------------------- | --- |
| 北緯90度0分 西経111度0分 / 北緯90.000度 西経111.000度  | 北極海                     | |
| 北緯78度42分 西経111度0分 / 北緯78.700度 西経111.000度 | カナダ                     | ノースウエスト準州 — ボーデン島 |
| 北緯78度22分 西経111度0分 / 北緯78.367度 西経111.000度 | ウィルキンス海峡（英語版） | |
| 北緯78度6分 西経111度0分 / 北緯78.100度 西経111.000度  | カナダ                     | ノースウエスト準州 — マッケンジーキング島 |
| 北緯77度25分 西経111度0分 / 北緯77.417度 西経111.000度 | 名前のない水域             | |
| 北緯75度32分 西経111度0分 / 北緯75.533度 西経111.000度 | カナダ                     | ノースウエスト準州 — メルヴィル島 |
| 北緯74度37分 西経111度0分 / 北緯74.617度 西経111.000度 | パリー海峡                 | バイカウントメルビル海峡 |
| 北緯72度25分 西経111度0分 / 北緯72.417度 西経111.000度 | カナダ                     | ノースウエスト準州 — ビクトリア島 ヌナブト準州（北緯70度0分 西経111度0分 / 北緯70.000度 西経111.000度から） - ビクトリア島、エディンバラ島（英語版） |
| 北緯68度28分 西経111度0分 / 北緯68.467度 西経111.000度 | コロネーション湾           | |
| 北緯67度53分 西経111度0分 / 北緯67.883度 西経111.000度 | カナダ                     | ヌナブト準州 — ヘップバーン島（英語版）、本土 ノースウエスト準州（北緯65度30分 西経111度0分 / 北緯65.500度 西経111.000度から） - グレートスレーブ湖を通過 アルバータ州（北緯60度0分 西経113度0分 / 北緯60.000度 西経113.000度から） - アサバスカ湖を通過 |
| 北緯49度0分 西経111度0分 / 北緯49.000度 西経111.000度  | アメリカ合衆国             | モンタナ州 ワイオミング州（北緯45度0分 西経111度0分 / 北緯45.000度 西経111.000度から） ユタ州（北緯41度1分 西経111度0分 / 北緯41.017度 西経111.000度から） アリゾナ州（北緯37度0分 西経111度0分 / 北緯37.000度 西経111.000度から）                       |
| 北緯31度20分 西経111度0分 / 北緯31.333度 西経111.000度 | メキシコ                   | ソノラ州 |
| 北緯27度58分 西経111度0分 / 北緯27.967度 西経111.000度 | カリフォルニア湾           | |
| 北緯25度25分 西経111度0分 / 北緯25.417度 西経111.000度 | メキシコ                   | バハ・カリフォルニア・スル州 |
| 北緯24度4分 西経111度0分 / 北緯24.067度 西経111.000度  | 太平洋                     | |
| 北緯18度50分 西経111度0分 / 北緯18.833度 西経111.000度 | メキシコ                   | ソコロ島（コリマ州レビジャヒヘド諸島） |
| 北緯18度44分 西経111度0分 / 北緯18.733度 西経111.000度 | 太平洋                     | |
| 南緯60度0分 西経111度0分 / 南緯60.000度 西経111.000度  | 南極海                     | |
| 南緯74度13分 西経111度0分 / 南緯74.217度 西経111.000度 | 南極大陸                   | 領有権主張のない地域 |